# Joaquín Achúcarro
Joaquín Achúcarro Arisqueta (Bilbao, 1 de noviembre de 1932) es un pianista y profesor de piano español.

## Vida
En 1946 dio su primer concierto con tan solo trece años, después de ganar el concurso de Vercelli, interpretando el Concierto para piano n.º 20 en re menor K. 466 de Mozart acompañado por la Filarmónica de Bilbao. Por aquel entonces la filarmónica cumplía su cincuentenario, y dado que su primer concierto había sido allí pidieron prioridad para que su primer concierto profesional también tuviera lugar allí. Al ser un hombre joven resultó ser un concierto que llamó la atención y obtuvo mucho éxito.
Tras realizar sus estudios musicales en los conservatorios de su ciudad y posteriormente de otras ciudades de España como Madrid ganó varios premios en España. En 1949 completó su formación en la Accademia Musicale Chigiana de Siena. La Accademia de Siena fue muy importante para él. Era por aquel entonces prácticamente la única vez que había salido de España. Fue para él la salida a un mundo musical que le dejó deslumbrado. En 1956 Siena rebosaba de talento. 

## Carrera
Achúcarro coincidió con otros muchos músicos que influyeron en su vida como Claudio Abbado, Daniel Barenboim o John Williams. Interpretó en Siena junto con Zubin Mehta la Rapsodia sobre un tema de Paganini de Serguéi Rajmáninov. Y volvió a tocar con él otras muchas veces en diferentes sitios, como Los Ángeles o Nueva York.

### Joaquín y Emma
Mientras Joaquín se encontraba en Madrid estudiando el virtuosismo con José Cubiles recibió una carta de su padre diciéndole que había habido un concierto en el conservatorio y que una niña de doce años tocaba maravillosamente. Esa niña, llamada Emma Jiménez, fue una clásica niña prodigio en el estudio del piano. Terminó todos sus estudios de piano a los trece años, y aún conserva el récord en España de haber terminado tan pronto. A sus ocho años ya era profesora de solfeo.
Para Emma, Joaquín era la persona de la cual estaba enamorada. Pero por aquel entonces, como era lógico, Joaquín no le hacía ni caso. Él ya daba conciertos y tenían una diferencia de edad de ocho años. Emma había estado en Viena y Salzburgo estudiando piano, pero solo había participado en los concursos de Bilbao. Pero Joaquín ya había ganado concursos en Italia y París, entre otros. 
En 1959, cuando Joaquín fue a presentarse al Concurso Internacional de Liverpool, le dijo a Emma, cuando por aquel entonces no eran más que novios, que si ganaba se casarían. Cuando Joaquín ganó el concurso, se casaron. Gracias a este concurso Joaquín ganó fama internacional.

### Dallas y la Fundación Joaquín Achúcarro
Desde 1990 imparte clases en la Universidad Metodista del Sur de Dallas, dedicándose también a la grabación de discos y a dar conciertos. Joaquín pasa gran parte de su tiempo allí, donde enseña a menores de diferentes nacionalidades. La Universidad Metodista del Sur ha contribuido conjuntamente con otras instituciones a crear la Fundación Joaquín Achúcarro. La fundación fue creada con la idea de proporcionar ayudas a los jóvenes pianistas para dar un empujón a su carrera.
En 2003 presentó en la editorial Alpuerto una biografía desde el piano, en forma de diálogo, en la que colabora también el profesor y pianista Luciano González Sarmiento.
En 1980 y 1987 fue miembro del jurado del Concurso Internacional de Piano de Santander Paloma O'Shea, y en 2018 fue su presidente.
Aún a sus 91 años su actividad con el piano no cesa. El 2 de noviembre de 2023 se presentó en el Teatro Monumental de Madrid junto a la Orquesta Sinfónica de RTVE dirigida por Leonard Slatkin, interpretando el Concierto para piano n.º 2 de Frédéric Chopin.

## Premios y reconocimientos
- En 1992 el Gobierno de España le concedió el Premio Nacional de Música.
- En 1996 recibió la Medalla de Oro al Mérito en las Bellas Artes.
- En 2000 la Unesco le nombró Artista por la Paz, por sus contribuciones a la causa.
- En 2018 la Universidad Autónoma de Madrid le concedió un doctorado honoris causa.
- Es comendador de la Orden de Isabel la Católica, miembro de la Real Academia de Bellas Artes de San Fernando y académico honorario de la Real Academia de Bellas Artes de Nuestra Señora de las Angustias de Granada.